# 建瓯市
建瓯市（羅馬字：Gṳ̿ing-é-chī），雅称芝城，是中华人民共和国福建省南平市代管的县级市，位于福建省的中部偏北，武夷山脉之东南，鹫峰山脉西北侧，闽江上游。古称建州，曾是殷国和闽国的首都。
建瓯市人口约45万，是闽北人口最多的县级行政区，以汉族为主，亦有畲族和苗族等中國少数民族，通行闽北语建瓯话。建瓯市面积達4,233.13平方千米，是福建省面积最大的县级行政区，市政府駐甌寧街道。

## 历史沿革
西周之前，属于七闽地，为蛮荒，史书记载甚少。战国末年，越国为楚国所灭，越国宗室四处逃散，其中一支迁入闽地，自称闽越王。其王无诸在今建瓯溪南覆船山下建立行宫。
秦废无诸闽越王号，置闽中郡，治东冶地，降无诸为郡长。西汉高祖五年，因為无诸带兵佐汉击楚，立下功勋，刘邦复立无诸为闽越王。武帝元鼎六年，平东越王叛，次年汉以闽越民风强悍，强行迁徙闽越王族平民于江淮，闽越族逐渐没落并同化于汉。闽地空虚，于东冶旧地设一侯官驻军镇之，远属会稽南部都尉管辖。昭帝时因闽越遗民相聚渐多，立冶县。东汉初属改冶县为东冶县，设会稽东部都尉（后移浙江东安，只留都尉属下的一员侯官镇守东冶县）。
东汉建安元年（196年）会稽太守孙策攻打侯官，废会稽东部都尉侯官，并上表奏请于会稽南部分侯官北地设立建安县（今建瓯）、南平、汉兴（今浦城）三县，寓意建安年间、南方平定、汉室复兴，连同侯官县为福建最早正式设立的四县。
建安八年（203年），孫權令贺齐进兵建安，平定建安、汉兴、南平三县叛乱。战后，会稽南部都尉设府于建安县，析建安县桐乡设建平县（今建阳），连同闽地原建安、南平、汉兴、侯官四县同属会稽南部都尉。建安县开始成为全闽地经济政治中心。
三国吴景帝时，因人口日益繁多，析建安县校乡设邵武县，绥安（今泰宁、建宁县），将乐县等等。三国吴景帝永安三年（260年），撤销侯官侯孙亮的封地，并于建安县新设建安郡，改南部都尉为建安郡太守，下辖建安（今建瓯）、建平（今建阳）、吴兴（今浦城）、东平、将乐、邵武、绥安（今泰宁、建宁）、南平、侯官（今福州）、东安（今同安、南安）十县，基本囊括福建全境。并成为孙吴最大造船基地之一。
晋武帝太康三年（282年）析建安郡侯官、东安二县设晋安郡，治侯官县（今福州），于晋安郡新设八县。南朝陈文帝永定元年（557年）合建安、晋安两郡为闽州，治侯官县（今福州）。天嘉三年（562年）晋安郡陈宝应拥兵自立，攻建安郡城，建安郡太守萧乾拼死抵抗，不为所制。陈文天嘉八年（567年）陈军入闽援建安，剿陈宝应，复建安郡，攻晋安郡，全复闽地。光大二年（568年）改为丰州，建安郡属之。光大年间析晋安郡地设南安郡，治今南安县丰州镇。
隋文帝开皇三年（583年），隋文帝将地方州、郡、县三级制改为州、县两级制。开皇九年（589年）隋军南征攻陈，于建安郡遭重创，日久城破，屠建安县城，闽地入隋。开皇九年平陈厚，废晋安、建安、南安三郡，改丰州为泉州，州治闽县（今福州）。大业二年（606年）改泉州为闽州。大业三年（607年）改闽州为建安郡，治闽县（今福州），原建安郡城（今建瓯）为属县。
唐高祖武德元年（618年）改建安郡为建州，州治闽县。高祖武德四年（618年），迁建州州治于建安县，辖建安（今建瓯）、闽县（今福州）、唐兴（今浦城）、建阳、将乐、绥城（今建宁，泰宁）六县。武德六年（623年），析闽县地复设泉州（即今福州市），辖闽县、侯官、长乐、连江、长溪5县。武德八年（625年），建州建阳县并入建安县。
太宗貞觀三年（629年），建州绥城并入邵武县。后复置沙县、将乐县、建阳县，同属建州。垂拱二年（689年），析泉州（今福州）南部分新设漳州。景云二年（711年），改泉州（今福州）为闽州，而新设泉州于闽南。开元十三年（725年），因闽州西北有福山，改称福州都督府。玄宗开元二十一年（733年），各取福州、建州（州衙驻今建瓯）首字，设置福建经略使，闽地始有福建之称。
五代后梁开平三年（909年），封王审知为闽主。五代后晋天福六年（941年），王审知之子建州刺史王延政受封富沙王，此后与闽主互攻不已。五代后晋天福八年（943年），王延政在建州称帝，定国号为大殷，945年复改为闽，以建州（今建瓯）为首都，辖福建全境福、建、泉、漳、汀、镛（今将乐）、镡（今延平）七州。

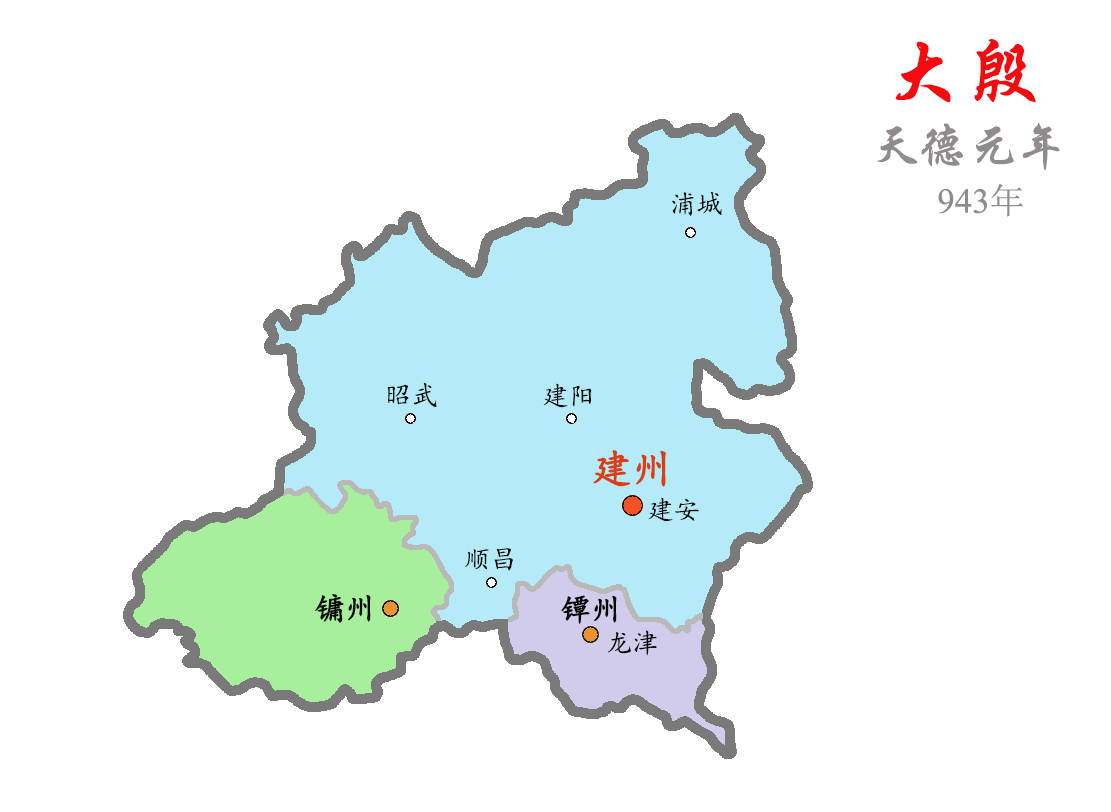
殷国疆域图（943年）

南唐保大四年（945年），南唐军队进攻闽国，破建州城，劫掠一空，并迁闽国皇族于金陵。改建州为永安军，旋改忠义军，下辖建安（今建瓯）、闽县（今福州）、浦城、将乐、建阳、松源（新设，今松溪）、建宁、归化八县。
北宋开宝八年（975年），平南唐，复称建州。太平兴国五年（980年），割邵武、归化、建宁三县新设邵武军。端拱元年（988年），于建安县设建宁军节度使，统辖闽北部西部七县。淳化五年（994年），于建州崇安场新设崇安县（今武夷山市）。咸平三年（1000年），割建安县五里、关隶镇新设关隶县（今政和县）。
治平三年（1066年），于建安县分置瓯宁县，治建安县宁远门侧，与建宁节度军、建州、建安县四级政府同城而治。此时建宁军辖建安、建阳、浦城、松溪、崇安（今武夷山）、瓯宁、关隶（今政和）七县。熙宁三年（1070年）将瓯宁县并入建安县。元祐四年（1089年）又分置瓯宁县。
南宋建炎二年（1128年），建州叶浓叛乱，建州治所往北逃迁建阳县。旋复。建炎四年（1130年），建州范汝为起义，建州治所更远迁崇安县。绍兴二年（1132年），韩世忠率兵攻建州，并欲屠城，李纲救之。绍兴三十二年（1162年），宋孝宗即位，升原藩国建州为建宁府，为闽境第一府。辖境相当今福建北部建瓯以北建溪流域和周宁，寿宁两县。至此福建设有建宁府，福、泉、漳、汀、南剑（今南平）五州，邵武、兴化二州。统称福建为“八闽”，而建宁府为八闽首府，八闽上郡。
元世祖至元十七年（1280年），建宁府黄华头陀军起义抗元。元世祖至元二十九年（1282年），马可·波罗过建宁府。明景泰六年（1455年），封建宁府朱熹九世孙世袭翰林五经博士，敕建博士府于朱子祠左。
清顺治五年（1648年戊子），清军攻建宁府城，伐明宗室郧西王朱常湖。不久城破，屠城，全城人口幸存不过百。城池基本被夷为平地。清光绪二十五年（1899年），建宁府群众爆发反对西方列强的“建宁教案”。
民国二年（1913年），撤消建宁府，全省分为建安道、厦门道、闽海道、漳汀道四道。将原建宁府建安、瓯宁两县合并为建瓯县。1926年，于建瓯县成立闽北第一个共产党支部。1927年，成立中共闽北临委，为中共福建省委前身。1940年，劃建瓯县第一大镇水吉镇设水吉县，后水吉县并入建阳县。1940－1949年，设第一行政督察区驻建瓯，辖闽北十县。
中华人民共和国成立后到文革的混乱行政区划调整后，于闽北设”第一地区（行政公署）“，公署驻建瓯，后搬迁至建阳，与闽中地区·南平的”第三行署“合并，行署改驻南平；代管闽北五县五市，建瓯为代管市之一。1992年，撤县改市 ，设立建瓯市，定位县级市。

## 地理
建瓯北邻建阳区，南接延平区、古田县，东靠政和、屏南县，西与顺昌县交界。
地势东南高西北低。中部为丘陵谷地，多峡谷盆地。东南部为中山山地，西部为低山山地，北部为中低山地。
主要河流有建溪及其支流崇阳溪、南浦溪、松溪、小桥溪。

## 語言
建瓯话作为汉语大家庭中的一个重要成员，在其实词的语法表现方面，不论是词形、词义、或是词的语法特点等等，跟普通话都有很多的一致性。然而，既是方言，就必然体现出它跟普通话的差异性。建瓯话是闽北語的一个分支，因此，它的实词特点，跟闽語其他姐妹语言－－闽东語（以福州话为代表）、闽南語（以厦门话为代表）、闽中語（以永安话为代表）等，存在着比普通话更多的一致性。但是，既作为一个闽语分支独立存在，它在实词特点方面，跟闽语其他姐妹方言，也存在明显的差异，体现了闽北语自身的特点。

## 行政区划
建瓯市下辖4个街道办事处、10个镇、4个乡：
建安街道、通济街道、瓯宁街道、芝山街道、徐墩镇、吉阳镇、房道镇、南雅镇、迪口镇、小桥镇、玉山镇、东游镇、东峰镇、小松镇、顺阳乡、水源乡、川石乡和龙村乡。

## 人口
根据第七次全国人口普查数据，截至2020年11月1日零时，建瓯市常住人口为434451人。

## 气候
建瓯属亚热带海洋性季风气候，年平均气温19.3摄氏度，降雨量1600-1800毫米，日照1612小时，无霜期286天。
| 建瓯(平均數據1991–2020 極端數據1981–2010) | 建瓯(平均數據1991–2020 極端數據1981–2010) | 建瓯(平均數據1991–2020 極端數據1981–2010) | 建瓯(平均數據1991–2020 極端數據1981–2010) | 建瓯(平均數據1991–2020 極端數據1981–2010) | 建瓯(平均數據1991–2020 極端數據1981–2010) | 建瓯(平均數據1991–2020 極端數據1981–2010) | 建瓯(平均數據1991–2020 極端數據1981–2010) | 建瓯(平均數據1991–2020 極端數據1981–2010) | 建瓯(平均數據1991–2020 極端數據1981–2010) | 建瓯(平均數據1991–2020 極端數據1981–2010) | 建瓯(平均數據1991–2020 極端數據1981–2010) | 建瓯(平均數據1991–2020 極端數據1981–2010) | 建瓯(平均數據1991–2020 極端數據1981–2010) |
| 月份                                      | 1月                                       | 2月                                       | 3月                                       | 4月                                       | 5月                                       | 6月                                       | 7月                                       | 8月                                       | 9月                                       | 10月                                      | 11月                                      | 12月                                      | 全年                                      |
| ----------------------------------------- | ----------------------------------------- | ----------------------------------------- | ----------------------------------------- | ----------------------------------------- | ----------------------------------------- | ----------------------------------------- | ----------------------------------------- | ----------------------------------------- | ----------------------------------------- | ----------------------------------------- | ----------------------------------------- | ----------------------------------------- | ----------------------------------------- |
| 历史最高温 °C（°F）                       | 28.8 (83.8)                               | 32.4 (90.3)                               | 33.8 (92.8)                               | 35.3 (95.5)                               | 37.3 (99.1)                               | 38.0 (100.4)                              | 41.7 (107.1)                              | 41.7 (107.1)                              | 39.1 (102.4)                              | 37.1 (98.8)                               | 33.2 (91.8)                               | 27.9 (82.2)                               | 41.7 (107.1)                              |
| 平均高温 °C（°F）                         | 14.1 (57.4)                               | 16.6 (61.9)                               | 19.7 (67.5)                               | 25.1 (77.2)                               | 28.8 (83.8)                               | 31.3 (88.3)                               | 34.9 (94.8)                               | 34.5 (94.1)                               | 31.6 (88.9)                               | 27.2 (81.0)                               | 21.7 (71.1)                               | 16.0 (60.8)                               | 25.1 (77.2)                               |
| 日均气温 °C（°F）                         | 8.9 (48.0)                                | 11.1 (52.0)                               | 14.2 (57.6)                               | 19.3 (66.7)                               | 23.2 (73.8)                               | 26.1 (79.0)                               | 28.7 (83.7)                               | 28.2 (82.8)                               | 25.6 (78.1)                               | 20.8 (69.4)                               | 15.6 (60.1)                               | 10.2 (50.4)                               | 19.3 (66.8)                               |
| 平均低温 °C（°F）                         | 5.6 (42.1)                                | 7.6 (45.7)                                | 10.7 (51.3)                               | 15.4 (59.7)                               | 19.4 (66.9)                               | 22.5 (72.5)                               | 24.2 (75.6)                               | 24.1 (75.4)                               | 21.5 (70.7)                               | 16.6 (61.9)                               | 11.8 (53.2)                               | 6.6 (43.9)                                | 15.5 (59.9)                               |
| 历史最低温 °C（°F）                       | −5.0 (23.0)                               | −4.0 (24.8)                               | −3.2 (26.2)                               | 3.7 (38.7)                                | 9.5 (49.1)                                | 13.7 (56.7)                               | 19.9 (67.8)                               | 18.0 (64.4)                               | 12.8 (55.0)                               | 4.0 (39.2)                                | −1.8 (28.8)                               | −7.2 (19.0)                               | −7.2 (19.0)                               |
| 平均降水量 mm（）                         | 72.6 (2.86)                               | 106.1 (4.18)                              | 217.4 (8.56)                              | 194.4 (7.65)                              | 257.5 (10.14)                             | 336.3 (13.24)                             | 139.7 (5.50)                              | 147.3 (5.80)                              | 92.7 (3.65)                               | 55.9 (2.20)                               | 72.1 (2.84)                               | 63.2 (2.49)                               | 1,755.2 (69.11)                           |
| 平均降水天数（≥ 0.1 mm）                  | 12.5                                      | 13.5                                      | 18.4                                      | 16.9                                      | 17.9                                      | 17.8                                      | 11.9                                      | 13.6                                      | 9.5                                       | 7.6                                       | 8.7                                       | 9.6                                       | 157.9                                     |
| 平均相對濕度（％）                        | 82                                        | 82                                        | 82                                        | 80                                        | 81                                        | 83                                        | 77                                        | 78                                        | 78                                        | 77                                        | 82                                        | 81                                        | 80                                        |
| 月均日照時數                              | 86.4                                      | 89.8                                      | 93.6                                      | 115.2                                     | 133.4                                     | 132.6                                     | 236.7                                     | 216.2                                     | 183.5                                     | 169.0                                     | 121.5                                     | 111.2                                     | 1,689.1                                   |
| 可照百分比                                | 26                                        | 28                                        | 25                                        | 30                                        | 32                                        | 32                                        | 56                                        | 54                                        | 50                                        | 48                                        | 38                                        | 35                                        | 38                                        |
| 来源：China Meteorological Administration |                                           |                                           |                                           |                                           |                                           |                                           |                                           |                                           |                                           |                                           |                                           |                                           |                                           |

## 交通

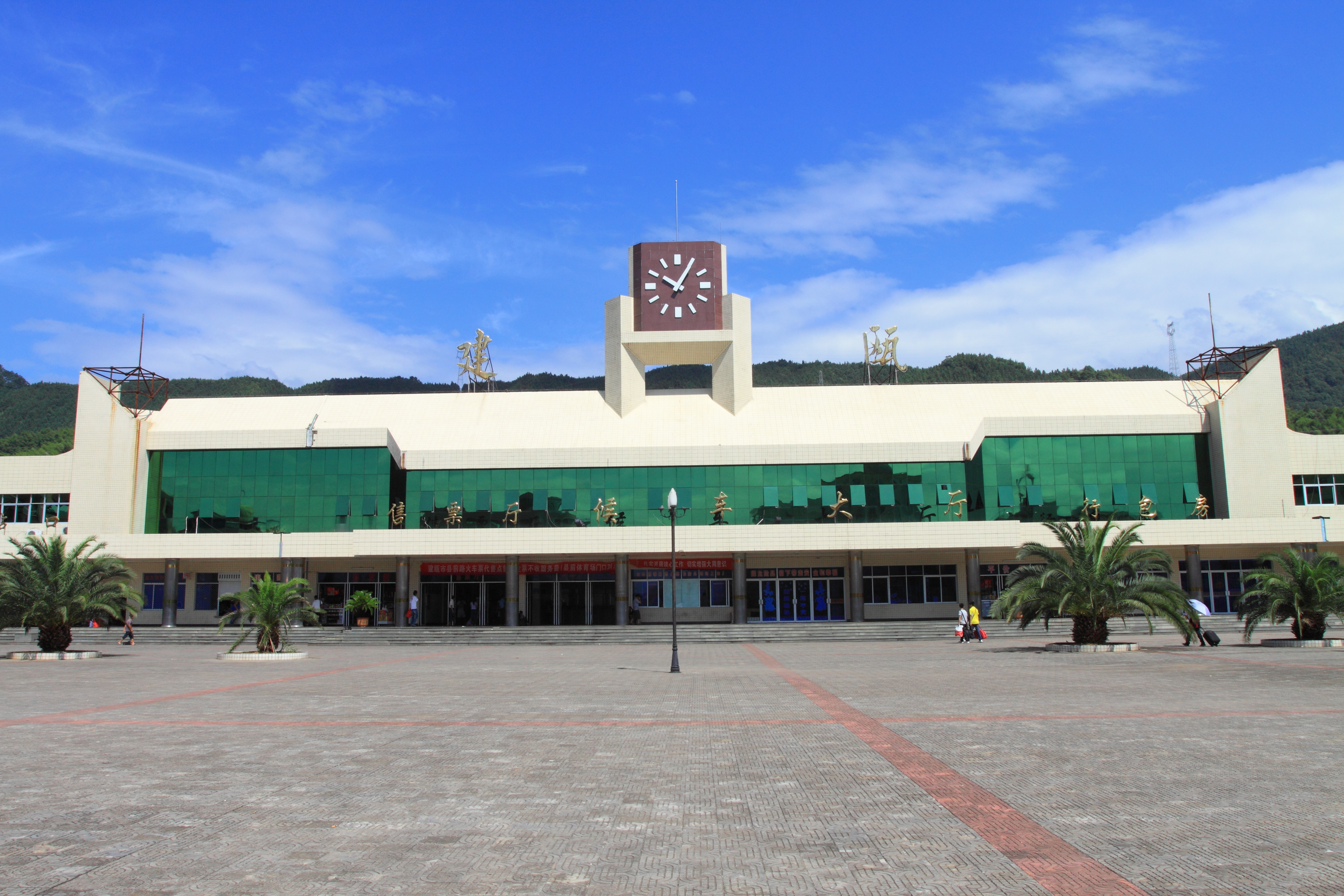
峰福铁路建瓯站

- 铁路：峰福铁路，设建瓯站、京台高速铁路，设建瓯西站、衢宁铁路，设建瓯东站
- 公路： 205国道、 237国道、 204省道、 303省道、 京台高速、 长深高速
- 机场：建瓯大洲飞机场(现已废弃)
- 码头：通济门码头(现已废弃)

## 物产
金属矿主要有铁 、铜、铅、锌等，非金属矿主要有煤、白云石、石英石、叶蜡石、硅灰石、滑石等。
建瓯市的主要农产品包括北苑御茶、乌龙茶、锥栗（建瓯锥栗为中国地理标志产品）、柑橘、白莲、毛竹及竹笋等。其毛竹林面积124万亩，名列“中国竹子之乡”榜首。

## 风景名胜
- 全国重点文物保护单位：建瓯东岳庙
- 福建省文物保护单位：建瓯文庙（建宁府孔庙）、建瓯通仙门、北苑凿字岩石刻、中共闽北临时特委旧址
- 建瓯市文物保护单位：城南光孝寺、小松镇李园村报恩寺、小松镇大庙村文昌阁、玉山镇榧村大圣庙、通济门等
- 归宗岩
- 万木林自然保护区
- 辰山

- 建瓯东岳庙
- 建瓯文庙
- 光孝寺
- 建瓯通仙门

## 特色小吃
- 建瓯板鸭（中国四大板鸭之首）
- 建瓯光饼
- 粿包
- 薄饼 (春卷)
- 豆腐酿粉 (豆浆粉)
- 扁食 (馄饨)
- 纳底
- 炒底 (又名窝底)
- 鸡茸
- 粉丸
- 鼎边粿 (锅边糊)
- 芋饺

## 民间艺术
建瓯市的建瓯挑幡被列入国家级非物质文化遗产名录。
建歐唱曲子。

## 民俗技艺
建瓯市的弓鱼被列入国家级非物质文化遗产名录。

## 教育
- 建瓯一中
- 建瓯二中
- 建瓯三中
- 建瓯四中
- 建瓯芝华中学(五中)
- 建瓯六中(职业中专)
- 建瓯七中
- 建州高中